# 賈姆希德·沙爾馬赫德
賈姆希德·沙爾馬赫德（波斯語：‎，羅馬化：Jamshid Sharmahd，1955年3月23日—2024年10月28日）是一名伊朗裔德國記者和軟體工程師。他出生在德黑蘭，7歲時隨家人遷往西德。自1995年以來，他一直是德國公民。他建立了自己的軟體公司，並在2003年移居美國。2020年7月下旬，伊朗伊斯蘭共和國情報部在杜拜逮捕了沙爾馬赫德，並將他帶到伊朗。伊朗政府指稱，沙爾馬赫德必須對2008年襲擊設拉子一座清真寺的事件負責，該事件造成14人死亡，200人受傷。他還被指控是西方情報機構的間諜。他的家人否認了所有指控。他被逮捕是伊朗政府進行的一系列綁架活動之一。

## 生平
沙爾馬赫德於1955年3月23日出生於德黑蘭，後隨父親遷往西德漢諾威，在一個德國-伊朗家庭中長大。他學習成為一名電工，在1980年短暫地回到伊朗，並在那裡結婚。1982年，他帶著妻子和女兒加泽尔·沙尔马赫德回到西德。自2003年起，他一直居住在加利福尼亞州。
2007年，一個技術故障使他對持不同政見者團體伊朗王國大會（又称“闪雷”）網站的貢獻公開曝光。這導致伊朗政府對他進行有針對性的騷擾和暗殺企圖。
2020年7月，伊朗政權在沙爾馬赫德停留於杜拜期間將他逮捕，並帶回伊朗拘留。
2023年2月，伊朗當局聲稱沙爾馬赫德是親君主主義組織的武裝派別領袖，因涉嫌恐怖主義罪而判處死刑。
沙爾馬赫德一直被單獨監禁，直到2024年10月28日被處決。